# Іоанніс Теотокіс
Іоа́нніс Теото́кіс (грец. Ιωάννης Θεοτόκης; 1880–1961) — грецький політик, прем'єр-міністр країни.

## Життєпис
Народився в Афінах 1880 року, його батьком був Георгіос Теотокіс.
Обирався до грецького парламенту сім разів, тричі обіймав посаду міністра сільського господарства, упродовж кількох місяців очолював уряд. Помер у Корфу 1961 року.